# Shap Rural
Shap Rural est une paroisse civile de Cumbria, située dans le nord-ouest de l'Angleterre.